# Kärrspärrmossa
Kärrspärrmossa (Campyliadelphus elodes) är en bladmossart som beskrevs av Hiroshi Kanda 1975 [1976. Enligt Catalogue of Life ingår Kärrspärrmossa i släktet nervspärrmossor och familjen Amblystegiaceae, men enligt Dyntaxa är tillhörigheten istället släktet nervspärrmossor och familjen Amblystegiaceae. Enligt den finländska rödlistan är arten sårbar i Finland. Arten är reproducerande i Sverige. Inga underarter finns listade i Catalogue of Life.

## Utbredning och habitat
Kärrspärrmossa växer i kalkrika områden i sumpskog, på sjö- och bäckstränder, i grunda kärr eller i småvatten- ofta där det torkar ut under kortare perioder. Mossan kan sitta fastvuxen på sten eller trä, som enskilda skott, växa i lösa mattor eller på basen av starr eller vass. Arten är allmän i de kalkrikaste delarna av södra Sverige och förekommer i övriga Skandinavien och i större delen av Europa. Förekomster av kärrspärrmossa har rapporterats från Himalaya.